# Església parroquial de Sant Mateu (Assuévar)
L'Església de Sant Mateu Apòstol d'Assuévar, a la comarca de l'Alt Palància, és un temple  catòlic que està catalogat com a Bé Immoble de Rellevància Local amb codi identificatiu: 12.07.018-001, segons consta a la Direcció General de Patrimoni Artístic de la Generalitat Valenciana.

## Història
L'Església parroquial, d'Assuévar, es troba sota l'advocació de Sant Mateu Apòstol. Es va iniciar la seva construcció en el segle xvii, en concret en 1669, finalitzant en 1673, però el temple patiria una ampliació al segle xviii, en concret en 1772.
Pertany a la Diòcesi de Sogorb-Castelló, en concret a l'arxiprestat número 1, L'Assumpció de La nostra Senyora (Sogorb). I posseeix un inventari de béns mobles, així com un arxiu fotogràfic, ambdós actualitzats. A més compta amb l'existència d'un arxiu parroquial des de 1663 a l'actualitat.

## Descripció
El temple és de planta irregular, d'una sola nau, amb capelles laterals (d'entre les quals destaca la Capella de la Comunió) més baixes que els contraforts entre els quals es construeixen, utilitzant l'espai entre les diferents alçades per obrir llunetes que aportin al temple il·luminació natural, el mateix que passa a la cúpula. Malgrat la irregularitat de la seva planta poden distingir tres  crugies. La fàbrica emprada és maçoneria i carreu.
En un dels murs exteriors es pot veure una làpida romana que presenta una inscripció incompleta, procedent del jaciment arqueològic "Terreros de Zorrilla".
La façana, que se situa als peus de la nau, és mixtilínia, sense decoració, amb una porta  adovellada, a la qual s'accedeix per una senzilla escalinata; sobre la qual se situa una fornícula amb una petita imatge del sant de l'advocació del temple. Sobre l'eix de la porta i la fornícula, més alta es contempla una finestra rectangular. La teulada és a dues aigües i està cobert per teula moruna. Destaca finalment, l'existència d'una cúpula de mitja taronja sobre petit tambor, coberta amb teula ceràmica vidriada i presentant el tambor llunetes per aportar il·luminació a l'interior.

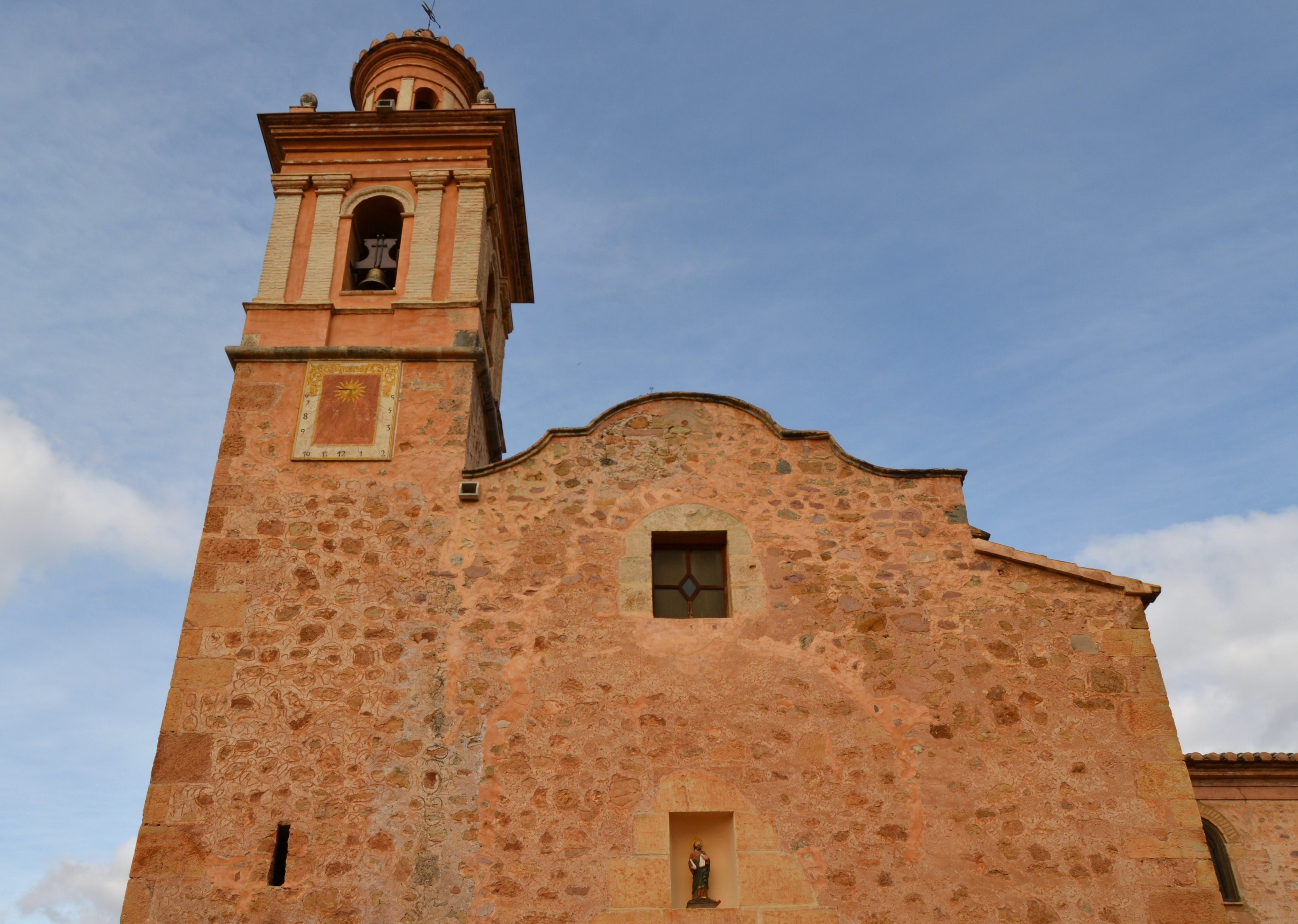
Vista general de la façana.
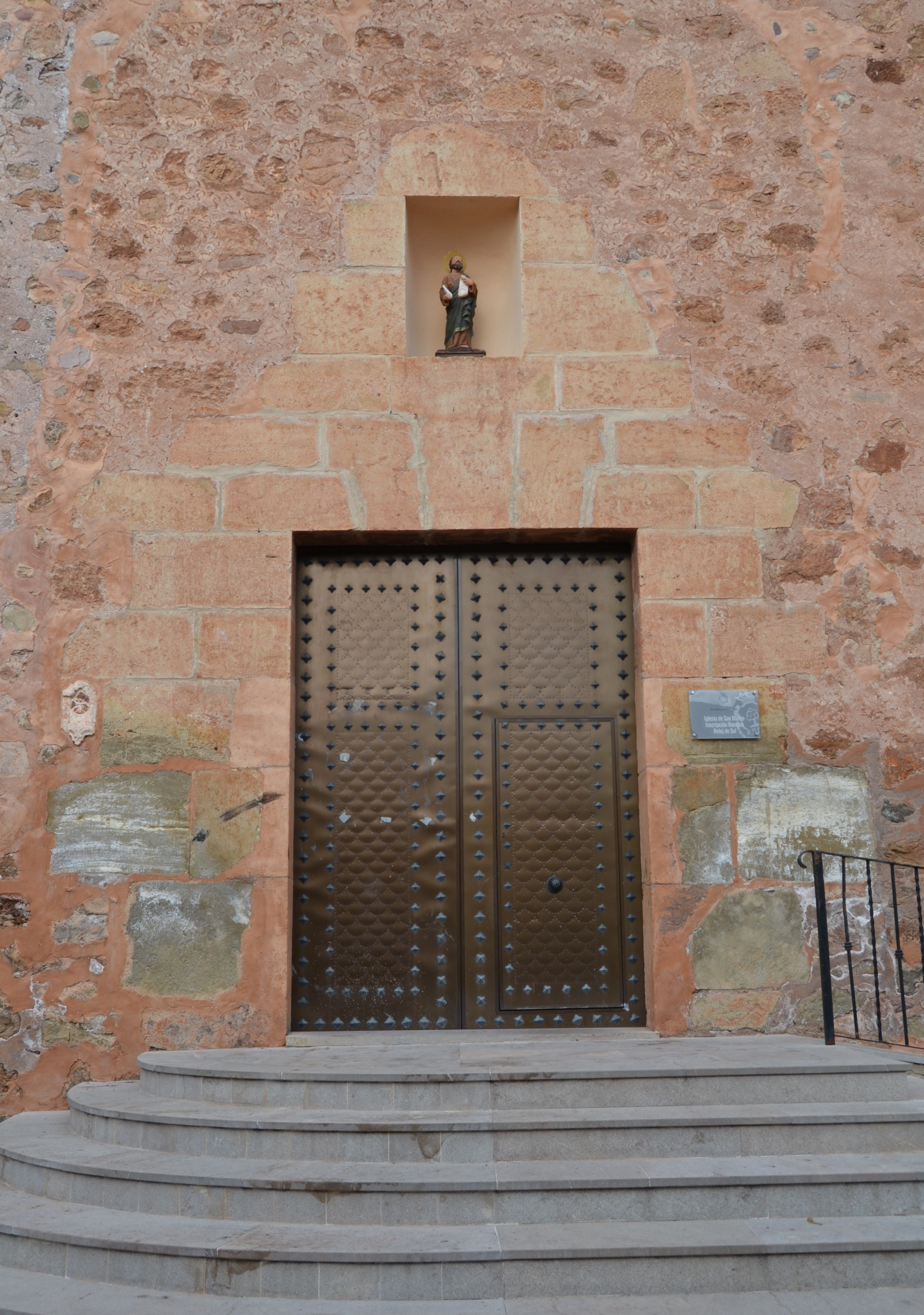
Detall de la porta d' accés.
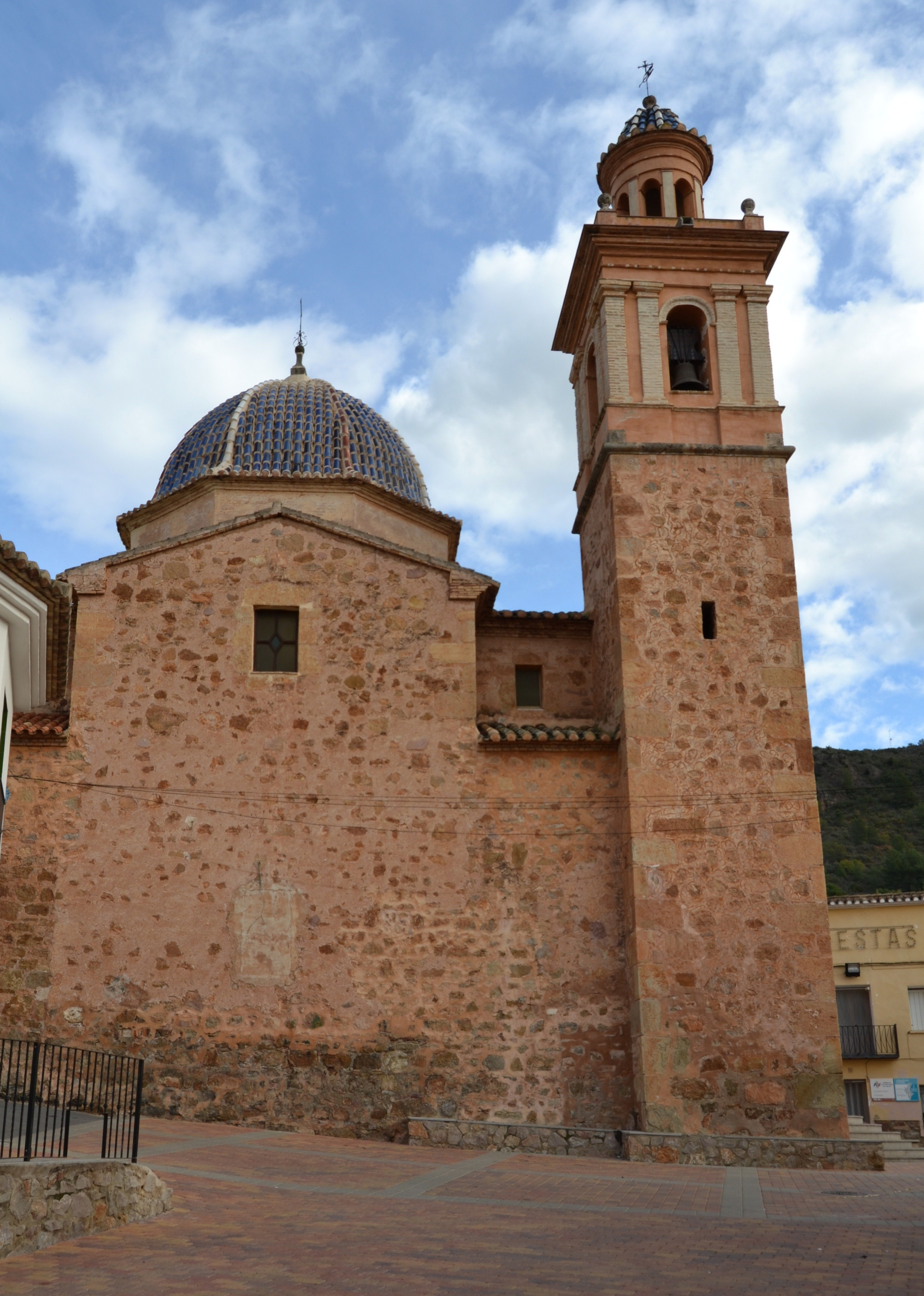
Vista lateral de l'església.
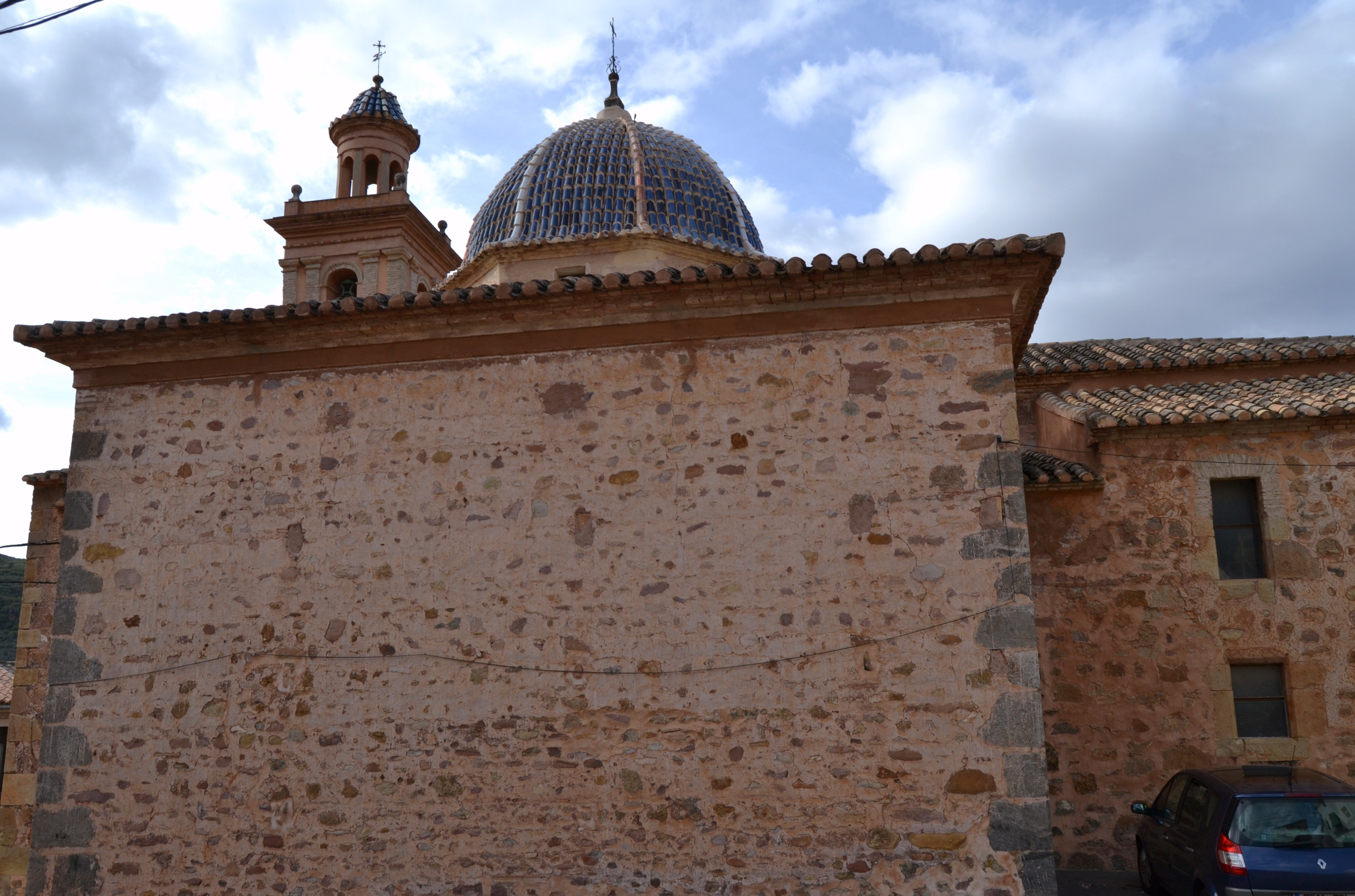
Part de darrere de l'església.
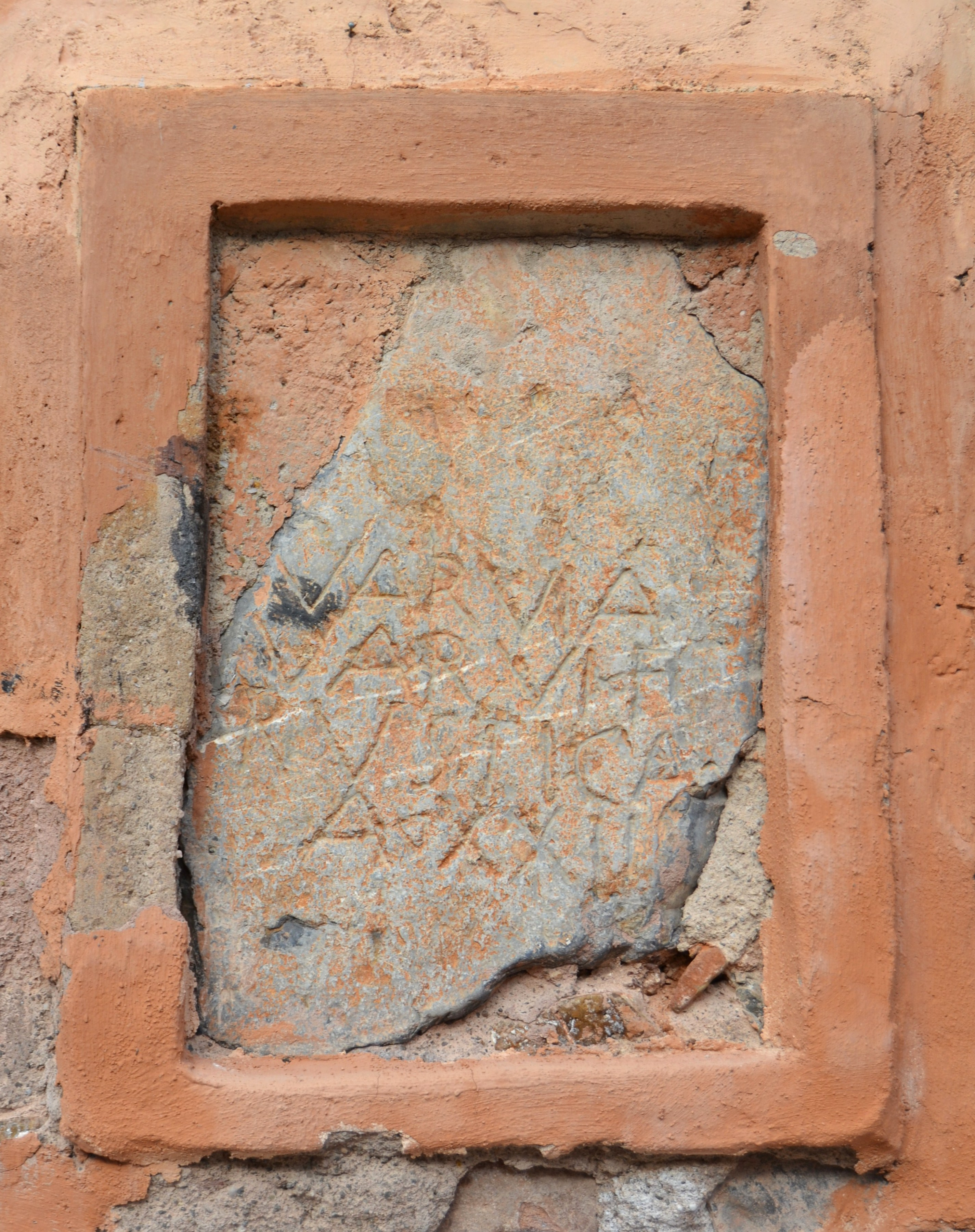
Detall de la làpida romana.

El campanar no està exempt, forman, part de la seva planta quadrada, la façana de l'església, als peus de la planta, al costat de l'evangeli. Presenta dos cos i rematament en cupulí. El primer cos, com hem dit, forma part de la façana i en ell destaca el rellotge de sol. El segon cos, en el qual se situen les campanes, de fàbrica de maó, presenta finestres semicirculars per allotjar les campanes, que estan emmarcades per pilastres amb capitell  toscà. Finalment, la rematada, formada per un cupulí de dimensions reduïdes i cobert amb teules ceràmiques.

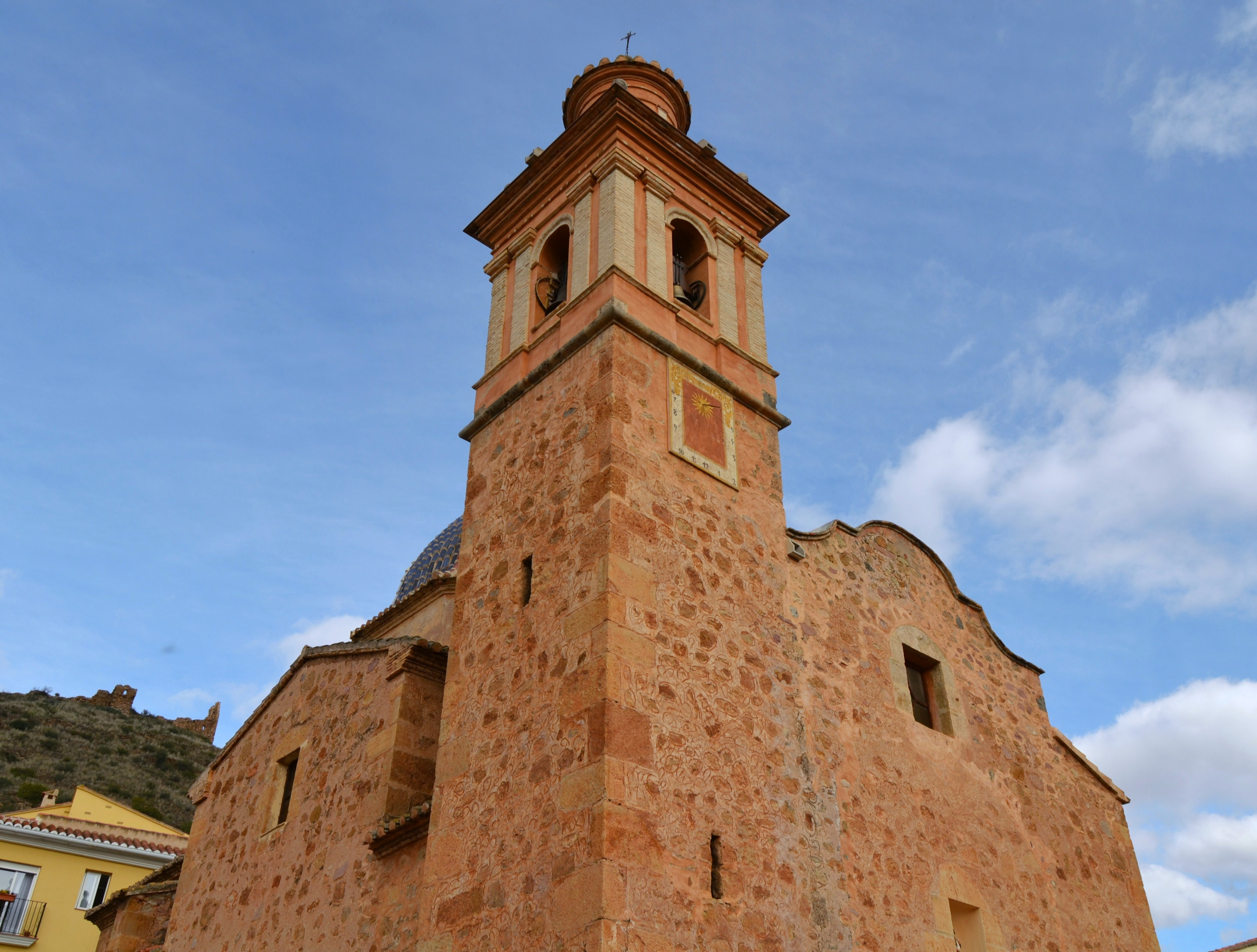
Campanar integrat a la façana.
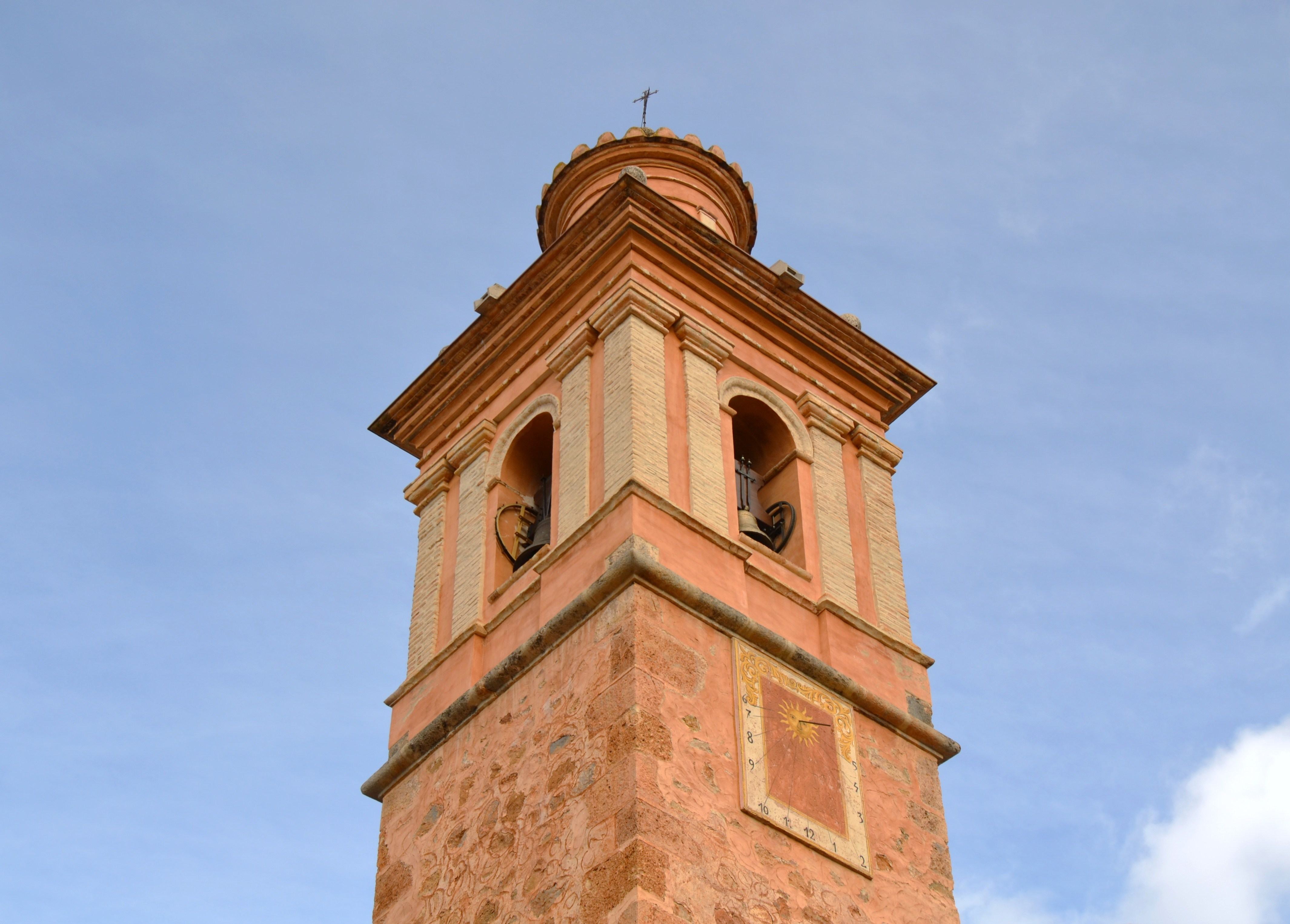
Detall del Campanar.
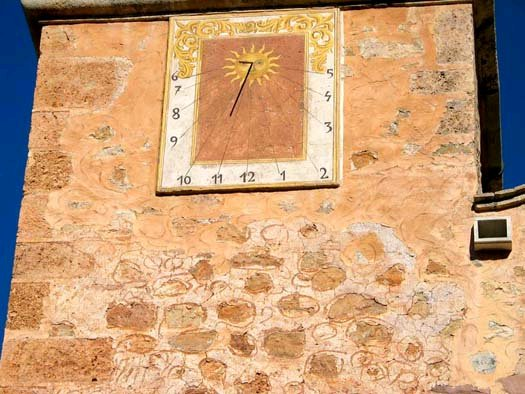
Rellotge de sol.
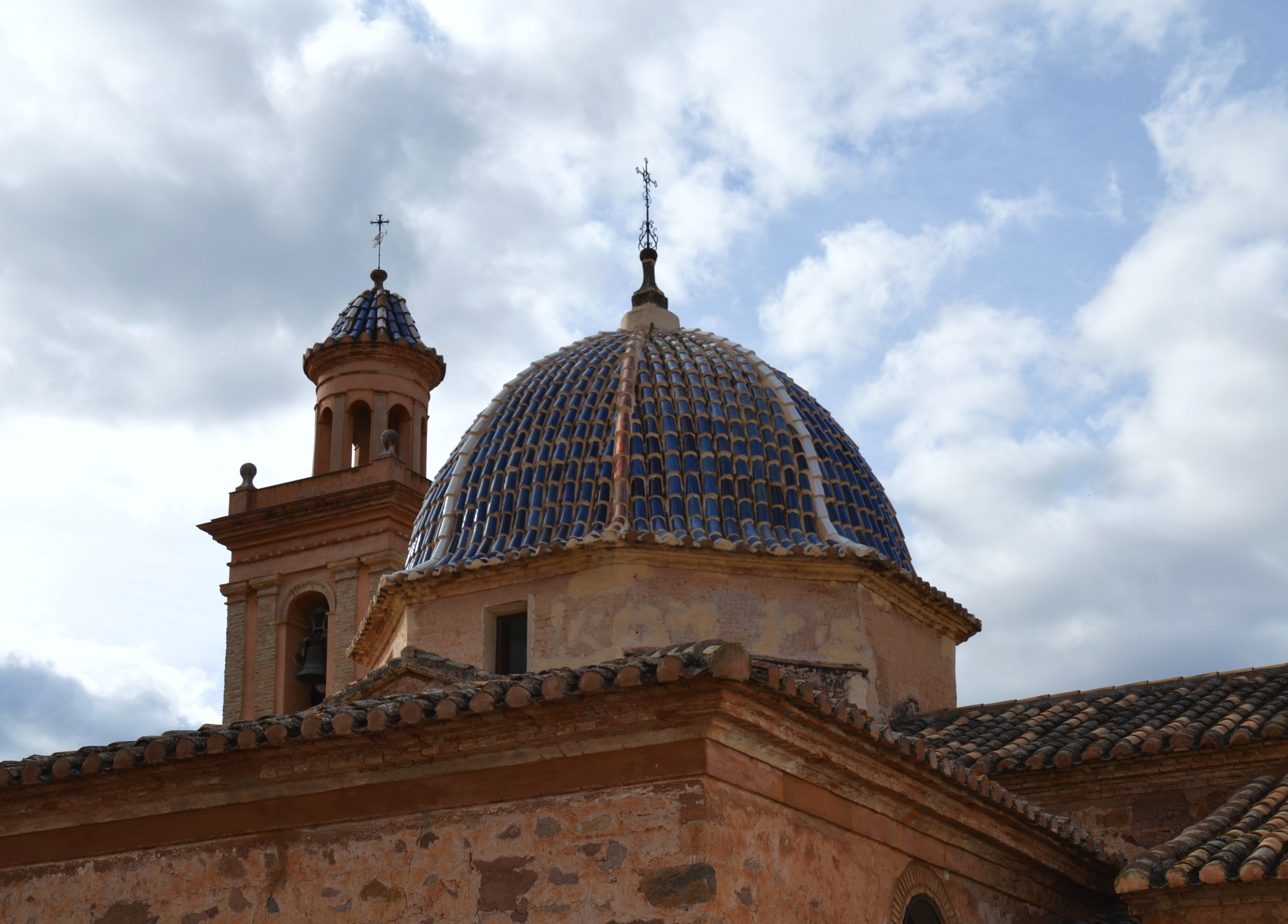
Detall del campanar i cúpula.
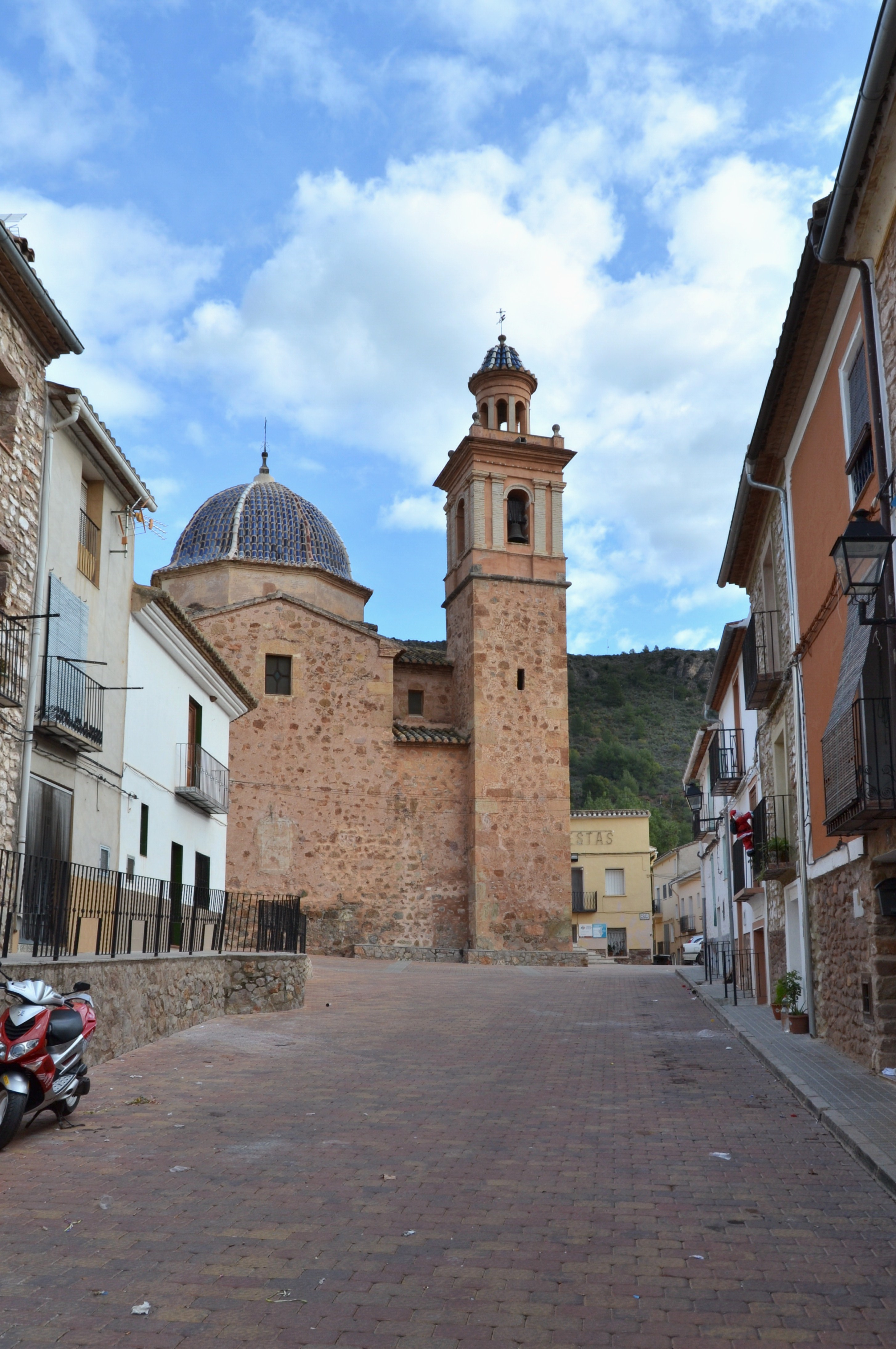
Vista del campanar i de la cúpula.

Interiorment, com ja hem comentat, presenta una sola nau amb capelles laterals entre contraforts i, a més, absis poligonal. Els pilars sobre els quals se sustenta l'estructura de la nau són de capitell compost, i les voltes d'aresta.
A la segona crugia s'eleva una cúpula cega sobre concís tambor amb finestres, i al costat de la mateixa està la capella del Crist de l'Agonia. Hi cor elevat als peus de la nau.
Interiorment podem destacar l'existència d'unes pintures murals (de poca qualitat artística), tot i que la majoria de la decoració és en escaiola de temes acadèmics de la zona com és l'ús d'estuc.